# バスクダービー
バスク・ダービー（バスク語: Euskal derbia, スペイン語: Derbi vasco）は、スペインのバスク州に本拠地を置くアスレティック・ビルバオとレアル・ソシエダとの間で行われるサッカーのローカル・ダービーである。

## 文化
アスレティック・ビルバオはビスカヤ県ビルバオ、レアル・ソシエダはギプスコア県サン・セバスティアンに本拠地を置く。サン・セバスティアンは19世紀には貴族の避暑地であり、一方のビルバオはスペイン北部における工業や経済の拠点である。この対照的な2都市に本拠地を置く両クラブはバスク自治州でもっとも大きな2クラブであり、双方ともスペインの国内リーグであるプリメーラ・ディビシオン（1部）で複数回の優勝を誇る。両クラブともに育成力に長けており、下部組織からトップチームに多くの選手を送り込んでいる。一般的なダービーとは異なり、友好的なダービーとして知られる。しかし、両クラブとも伝統的に地元出身選手を重用するため、地元出身の若手有望株の奪い合いによって緊張状態が高まることもある。

## 歴史
1929年2月10日に行なわれたリーガ・エスパニョーラ第1回大会の開幕戦が初のバスク・ダービーとなり、1-1の引き分けに終わった。1930年2月16日にソシエダのホームで行なわれた試合はソシエダが先制したが、ビルバオのギジェルモ・ゴロスティサとホセ・イララゴッリのふたりがハットトリックを達成し、アウェーのビルバオが7-1で勝利。これは現在でもダービーにおける最大得点差記録である。ソシエダの最大得点差勝利は1976-77シーズンと1994-95シーズンに達成されており、いずれもホームで5点差(5-0)を付けた。
アスレティック・ビルバオはプリメーラ・ディビシオンから降格したことがないが、レアル・ソシエダはたびたびセグンダ・ディビシオン（2部）へ降格しているため、その間にダービーは開催されていない。ソシエダのホームスタジアムであるエスタディオ・アノエタでは、1967年から1982年までソシエダが16年間無敗を続けた。2006-07シーズンのダービーでは、ガイスカ・ガリターノ（ソシエダの選手）対オンダル・ガリターノ（ビルバオのコーチ）の親子対決が実現した。2011-12シーズンのアスレティックは開幕から5試合を消化して2分3敗と低迷していたが、アノエタで行われた6試合目（第7節）のダービーに2-1で勝利してシーズン初勝利を挙げると、その試合から7戦無敗で急浮上した。一方のソシエダは開幕から好調だったものの、ダービーの敗戦で調子を落としてフィリップ・モンタニエ監督が解任間際まで追い込まれた。アスレティックのホームスタジアムであるサン・マメスは新スタジアム建設による取り壊しが決定していたため、2013年2月23日に行われたダービーがサン・マメスでの最後のダービーとなったが、この試合はソシエダが3-1で勝利し、当地では2000-01シーズン以来となる白星を挙げた。

## 移籍
両クラブ間を直接移籍した初の選手は、1946年にビルバオからソシエダに移籍したイシドロ・ウッラである。アントニオ・アルドンサは1949年までビルバオでプレーし、1950年にソシエダに移籍した。ラファエル・イリオンドは13年間ビルバオでプレーし、1953年に赤色のユニフォームから青色のユニフォームに着替えた。その後はペドロ・ウラルデ、ルシアーノ・イトゥリーノなどが両クラブ間を移籍している。1990年代以降には、ダビド・ビジャボーナ、ビトール・アルキサ、アンドニ・イマス、アンドニ・ゴイコエチェア、ホセバ・エチェベリア、ミケル・ラサ、イゴール・ガビロンド、ミケル・バレンシアガ、イニゴ・マルティネスなど、多くの選手がソシエダからビルバオに移籍している。
またソシエダから他チームを経由してビルバオに移籍するケースも多く、ユーリ・ベルチチェやダニ・ガルシアなどが挙げられる。

## ホームスタジアム
| チーム名                 | スタジアム名 （命名権名称） | 収容人員 | 画像 | 備考 |
| ------------------------ | --------------------------- | -------- | ---- | ---- |
| アスレティック・ビルバオ | サン・マメス                | 53,332人 |      |      |
| レアル・ソシエダ         | エスタディオ・アノエタ      | 32,076人 |      |      |

## 統計

### リーグ戦
| クラブ                   | 試合 | 勝 | 分 | 敗 | 得点 | 失点 |
| ------------------------ | ---- | -- | -- | -- | ---- | ---- |
| アスレティック・ビルバオ | 132  | 56 | 32 | 44 | 225  | 180  |
| レアル・ソシエダ         | 132  | 44 | 32 | 56 | 180  | 225  |

### カップ戦
| クラブ                   | 試合 | 勝 | 分 | 敗 | 得点 | 失点 |
| ------------------------ | ---- | -- | -- | -- | ---- | ---- |
| アスレティック・ビルバオ | 17   | 8  | 6  | 3  | 26   | 16   |
| レアル・ソシエダ         | 17   | 3  | 6  | 8  | 16   | 26   |

## 試合一覧
結果はWeb Principal.comによる

### 国内リーグ
| シーズン  | 日時           | ホームチーム             | スコア | アウェーチーム           |
| --------- | -------------- | ------------------------ | ------ | ------------------------ |
| 1928-1929 | 1929年2月10日  | レアル・ソシエダ         | 1-1    | アスレティック・ビルバオ |
| 1928-1929 | 1929年4月28日  | アスレティック・ビルバオ | 4-2    | レアル・ソシエダ         |
| 1929-1930 | 1929年12月15日 | アスレティック・ビルバオ | 2-2    | レアル・ソシエダ         |
| 1929-1930 | 1930年2月16日  | レアル・ソシエダ         | 1-7    | アスレティック・ビルバオ |
| 1930-1931 | 1930年12月14日 | アスレティック・ビルバオ | 6-1    | レアル・ソシエダ         |
| 1930-1931 | 1931年2月15日  | レアル・ソシエダ         | 1-0    | アスレティック・ビルバオ |
| 1931-1932 | 1932年1月10日  | アスレティック・ビルバオ | 5-1    | レアル・ソシエダ         |
| 1931-1932 | 1932年3月13日  | レアル・ソシエダ         | 3-2    | アスレティック・ビルバオ |
| 1932-1933 | 1933年1月1日   | レアル・ソシエダ         | 2-4    | アスレティック・ビルバオ |
| 1932-1933 | 1933年3月5日   | アスレティック・ビルバオ | 1-2    | レアル・ソシエダ         |
| 1933-1934 | 1933年12月17日 | レアル・ソシエダ         | 3-0    | アスレティック・ビルバオ |
| 1933-1934 | 1934年2月18日  | アスレティック・ビルバオ | 2-1    | レアル・ソシエダ         |
| 1934-1935 | 1935年2月3日   | アスレティック・ビルバオ | 7-0    | レアル・ソシエダ         |
| 1934-1935 | 1935年4月21日  | レアル・ソシエダ         | 0-4    | アスレティック・ビルバオ |
| 1941-1942 | 1941年10月26日 | アスレティック・ビルバオ | 4-1    | レアル・ソシエダ         |
| 1941-1942 | 1942年2月1日   | レアル・ソシエダ         | 0-1    | アスレティック・ビルバオ |
| 1943-1944 | 1943年12月19日 | レアル・ソシエダ         | 1-4    | アスレティック・ビルバオ |
| 1943-1944 | 1944年4月2日   | アスレティック・ビルバオ | 3-0    | レアル・ソシエダ         |
| 1947-1948 | 1947年9月28日  | アスレティック・ビルバオ | 1-3    | レアル・ソシエダ         |
| 1947-1948 | 1948年1月11日  | レアル・ソシエダ         | 0-3    | アスレティック・ビルバオ |
| 1949-1950 | 1949年9月11日  | レアル・ソシエダ         | 2-3    | アスレティック・ビルバオ |
| 1949-1950 | 1949年12月18日 | アスレティック・ビルバオ | 5-2    | レアル・ソシエダ         |
| 1950-1951 | 1950年10月29日 | レアル・ソシエダ         | 3-0    | アスレティック・ビルバオ |
| 1950-1951 | 1951年3月4日   | アスレティック・ビルバオ | 7-1    | レアル・ソシエダ         |
| 1951-1952 | 1951年12月16日 | レアル・ソシエダ         | 1-4    | アスレティック・ビルバオ |
| 1951-1952 | 1952年4月13日  | アスレティック・ビルバオ | 4-1    | レアル・ソシエダ         |
| 1952-1953 | 1952年9月28日  | レアル・ソシエダ         | 3-1    | アスレティック・ビルバオ |
| 1952-1953 | 1953年2月1日   | アスレティック・ビルバオ | 6-1    | レアル・ソシエダ         |
| 1953-1954 | 1953年11月29日 | アスレティック・ビルバオ | 1-3    | レアル・ソシエダ         |
| 1953-1954 | 1954年3月28日  | レアル・ソシエダ         | 1-1    | アスレティック・ビルバオ |
| 1954-1955 | 1954年12月5日  | レアル・ソシエダ         | 3-3    | アスレティック・ビルバオ |
| 1954-1955 | 1955年3月27日  | アスレティック・ビルバオ | 1-0    | レアル・ソシエダ         |
| 1955-1956 | 1955年10月30日 | アスレティック・ビルバオ | 3-0    | レアル・ソシエダ         |
| 1955-1956 | 1956年3月4日   | レアル・ソシエダ         | 2-2    | アスレティック・ビルバオ |
| 1956-1957 | 1956年10月21日 | レアル・ソシエダ         | 3-4    | アスレティック・ビルバオ |
| 1956-1957 | 1957年2月10日  | アスレティック・ビルバオ | 2-0    | レアル・ソシエダ         |
| 1957-1958 | 1957年12月1日  | アスレティック・ビルバオ | 2-2    | レアル・ソシエダ         |
| 1957-1958 | 1958年3月30日  | レアル・ソシエダ         | 1-0    | アスレティック・ビルバオ |
| 1958-1959 | 1958年11月9日  | レアル・ソシエダ         | 1-1    | アスレティック・ビルバオ |
| 1958-1959 | 1959年3月8日   | アスレティック・ビルバオ | 1-0    | レアル・ソシエダ         |
| 1959-1960 | 1959年10月4日  | アスレティック・ビルバオ | 4-0    | レアル・ソシエダ         |
| 1959-1960 | 1960年1月24日  | レアル・ソシエダ         | 1-3    | アスレティック・ビルバオ |
| 1960-1961 | 1960年11月27日 | アスレティック・ビルバオ | 2-2    | レアル・ソシエダ         |
| 1960-1961 | 1961年3月19日  | レアル・ソシエダ         | 0-0    | アスレティック・ビルバオ |
| 1961-1962 | 1961年9月17日  | アスレティック・ビルバオ | 3-3    | レアル・ソシエダ         |
| 1961-1962 | 1962年1月7日   | レアル・ソシエダ         | 0-2    | アスレティック・ビルバオ |
| 1967-1968 | 1967年11月12日 | レアル・ソシエダ         | 1-1    | アスレティック・ビルバオ |
| 1967-1968 | 1968年3月3日   | アスレティック・ビルバオ | 1-1    | レアル・ソシエダ         |
| 1968-1969 | 1968年12月1日  | アスレティック・ビルバオ | 3-1    | レアル・ソシエダ         |
| 1968-1969 | 1969年3月23日  | レアル・ソシエダ         | 2-0    | アスレティック・ビルバオ |
| 1969-1970 | 1969年11月16日 | アスレティック・ビルバオ | 1-0    | レアル・ソシエダ         |
| 1969-1970 | 1970年3月15日  | レアル・ソシエダ         | 2-0    | アスレティック・ビルバオ |
| 1970-1971 | 1970年12月13日 | レアル・ソシエダ         | 2-1    | アスレティック・ビルバオ |
| 1970-1971 | 1971年4月4日   | アスレティック・ビルバオ | 1-1    | レアル・ソシエダ         |
| 1971-1972 | 1972年1月6日   | アスレティック・ビルバオ | 1-2    | レアル・ソシエダ         |
| 1971-1972 | 1972年5月7日   | レアル・ソシエダ         | 1-0    | アスレティック・ビルバオ |
| 1972-1973 | 1973年1月7日   | アスレティック・ビルバオ | 2-1    | レアル・ソシエダ         |
| 1972-1973 | 1973年5月20日  | レアル・ソシエダ         | 1-0    | アスレティック・ビルバオ |
| 1973-1974 | 1973年9月16日  | レアル・ソシエダ         | 2-1    | アスレティック・ビルバオ |
| 1973-1974 | 1974年1月27日  | アスレティック・ビルバオ | 1-2    | レアル・ソシエダ         |
| 1974-1975 | 1975年1月12日  | レアル・ソシエダ         | 3-0    | アスレティック・ビルバオ |
| 1974-1975 | 1975年5月18日  | アスレティック・ビルバオ | 2-1    | レアル・ソシエダ         |
| 1975-1976 | 1975年11月30日 | アスレティック・ビルバオ | 2-0    | レアル・ソシエダ         |
| 1975-1976 | 1976年3月28日  | レアル・ソシエダ         | 3-2    | アスレティック・ビルバオ |
| 1976-1977 | 1976年12月5日  | レアル・ソシエダ         | 5-0    | アスレティック・ビルバオ |
| 1976-1977 | 1977年4月24日  | アスレティック・ビルバオ | 4-2    | レアル・ソシエダ         |
| 1977-1978 | 1978年1月8日   | アスレティック・ビルバオ | 1-0    | レアル・ソシエダ         |
| 1977-1978 | 1978年4月30日  | レアル・ソシエダ         | 2-1    | アスレティック・ビルバオ |
| 1978-1979 | 1979年1月21日  | レアル・ソシエダ         | 2-1    | アスレティック・ビルバオ |
| 1978-1979 | 1979年6月3日   | アスレティック・ビルバオ | 1-1    | レアル・ソシエダ         |

| シーズン  | 日時           | ホーム                   | スコア | アウェー                 |
| --------- | -------------- | ------------------------ | ------ | ------------------------ |
| 1979-1980 | 1979年9月16日  | アスレティック・ビルバオ | 0-1    | レアル・ソシエダ         |
| 1979-1980 | 1980年2月3日   | レアル・ソシエダ         | 4-0    | アスレティック・ビルバオ |
| 1980-1981 | 1980年11月30日 | レアル・ソシエダ         | 4-1    | アスレティック・ビルバオ |
| 1980-1981 | 1981年3月29日  | アスレティック・ビルバオ | 0-2    | レアル・ソシエダ         |
| 1981-1982 | 1981年12月27日 | アスレティック・ビルバオ | 1-1    | レアル・ソシエダ         |
| 1981-1982 | 1982年4月25日  | レアル・ソシエダ         | 2-1    | アスレティック・ビルバオ |
| 1982-1983 | 1982年12月19日 | レアル・ソシエダ         | 1-1    | アスレティック・ビルバオ |
| 1982-1983 | 1983年4月17日  | アスレティック・ビルバオ | 2-0    | レアル・ソシエダ         |
| 1983-1984 | 1984年1月1日   | レアル・ソシエダ         | 0-1    | アスレティック・ビルバオ |
| 1983-1984 | 1984年4月29日  | アスレティック・ビルバオ | 2-1    | レアル・ソシエダ         |
| 1984-1985 | 1984年12月21日 | アスレティック・ビルバオ | 1-1    | レアル・ソシエダ         |
| 1984-1985 | 1985年3月17日  | レアル・ソシエダ         | 1-2    | アスレティック・ビルバオ |
| 1985-1986 | 1985年11月10日 | アスレティック・ビルバオ | 2-0    | レアル・ソシエダ         |
| 1985-1986 | 1986年3月9日   | レアル・ソシエダ         | 1-0    | アスレティック・ビルバオ |
| 1986-1987 | 1986年9月14日  | アスレティック・ビルバオ | 1-1    | レアル・ソシエダ         |
| 1986-1987 | 1987年1月4日   | レアル・ソシエダ         | 2-1    | アスレティック・ビルバオ |
| 1987-1988 | 1987年10月18日 | アスレティック・ビルバオ | 1-4    | レアル・ソシエダ         |
| 1987-1988 | 1988年3月6日   | レアル・ソシエダ         | 0-1    | アスレティック・ビルバオ |
| 1988-1989 | 1988年11月6日  | レアル・ソシエダ         | 1-0    | アスレティック・ビルバオ |
| 1988-1989 | 1989年4月16日  | アスレティック・ビルバオ | 2-3    | レアル・ソシエダ         |
| 1989-1990 | 1989年9月3日   | アスレティック・ビルバオ | 1-0    | レアル・ソシエダ         |
| 1989-1990 | 1990年1月21日  | レアル・ソシエダ         | 0-0    | アスレティック・ビルバオ |
| 1990-1991 | 1990年11月25日 | レアル・ソシエダ         | 0-1    | アスレティック・ビルバオ |
| 1990-1991 | 1991年4月21日  | アスレティック・ビルバオ | 2-1    | レアル・ソシエダ         |
| 1991-1992 | 1991年11月17日 | レアル・ソシエダ         | 2-0    | アスレティック・ビルバオ |
| 1991-1992 | 1992年4月5日   | アスレティック・ビルバオ | 2-1    | レアル・ソシエダ         |
| 1992-1993 | 1992年10月18日 | アスレティック・ビルバオ | 2-0    | レアル・ソシエダ         |
| 1992-1993 | 1993年3月14日  | レアル・ソシエダ         | 1-0    | アスレティック・ビルバオ |
| 1993-1994 | 1994年1月9日   | アスレティック・ビルバオ | 0-0    | レアル・ソシエダ         |
| 1993-1994 | 1994年5月8日   | レアル・ソシエダ         | 0-0    | アスレティック・ビルバオ |
| 1994-1995 | 1995年1月8日   | アスレティック・ビルバオ | 0-0    | レアル・ソシエダ         |
| 1994-1995 | 1995年5月28日  | レアル・ソシエダ         | 5-0    | アスレティック・ビルバオ |
| 1995-1996 | 1996年1月7日   | アスレティック・ビルバオ | 0-0    | レアル・ソシエダ         |
| 1995-1996 | 1996年5月19日  | レアル・ソシエダ         | 2-2    | アスレティック・ビルバオ |
| 1996-1997 | 1996年10月2日  | アスレティック・ビルバオ | 1-3    | レアル・ソシエダ         |
| 1996-1997 | 1997年3月2日   | レアル・ソシエダ         | 0-0    | アスレティック・ビルバオ |
| 1997-1998 | 1997年10月5日  | アスレティック・ビルバオ | 1-1    | レアル・ソシエダ         |
| 1997-1998 | 1998年2月8日   | レアル・ソシエダ         | 1-1    | アスレティック・ビルバオ |
| 1998-1999 | 1998年11月8日  | レアル・ソシエダ         | 3-1    | アスレティック・ビルバオ |
| 1998-1999 | 1999年4月4日   | アスレティック・ビルバオ | 0-0    | レアル・ソシエダ         |
| 1999-2000 | 1999年12月5日  | アスレティック・ビルバオ | 1-1    | レアル・ソシエダ         |
| 1999-2000 | 2000年4月16日  | レアル・ソシエダ         | 4-1    | アスレティック・ビルバオ |
| 2000-2001 | 2001年1月14日  | レアル・ソシエダ         | 0-2    | アスレティック・ビルバオ |
| 2000-2001 | 2001年6月10日  | アスレティック・ビルバオ | 1-3    | レアル・ソシエダ         |
| 2001-2002 | 2001年8月26日  | レアル・ソシエダ         | 1-3    | アスレティック・ビルバオ |
| 2001-2002 | 2002年1月13日  | アスレティック・ビルバオ | 2-1    | レアル・ソシエダ         |
| 2002-2003 | 2002年9月1日   | レアル・ソシエダ         | 4-2    | アスレティック・ビルバオ |
| 2002-2003 | 2003年2月2日   | アスレティック・ビルバオ | 3-0    | レアル・ソシエダ         |
| 2003-2004 | 2003年9月28日  | アスレティック・ビルバオ | 1-0    | レアル・ソシエダ         |
| 2003-2004 | 2004年2月15日  | レアル・ソシエダ         | 1-1    | アスレティック・ビルバオ |
| 2004-2005 | 2004年11月21日 | レアル・ソシエダ         | 3-2    | アスレティック・ビルバオ |
| 2004-2005 | 2005年4月10日  | アスレティック・ビルバオ | 3-0    | レアル・ソシエダ         |
| 2005-2006 | 2005年8月28日  | アスレティック・ビルバオ | 3-0    | レアル・ソシエダ         |
| 2005-2006 | 2006年1月22日  | レアル・ソシエダ         | 3-3    | アスレティック・ビルバオ |
| 2006-2007 | 2006年8月27日  | アスレティック・ビルバオ | 1-1    | レアル・ソシエダ         |
| 2006-2007 | 2007年1月28日  | レアル・ソシエダ         | 0-2    | アスレティック・ビルバオ |
| 2010-2011 | 2010年12月5日  | レアル・ソシエダ         | 2-0    | アスレティック・ビルバオ |
| 2010-2011 | 2011年4月23日  | アスレティック・ビルバオ | 2-1    | レアル・ソシエダ         |
| 2011-2012 | 2011年10月2日  | レアル・ソシエダ         | 1-2    | アスレティック・ビルバオ |
| 2011-2012 | 2012年3月4日   | アスレティック・ビルバオ | 2-0    | レアル・ソシエダ         |
| 2012-2013 | 2012年9月29日  | レアル・ソシエダ         | 2-0    | アスレティック・ビルバオ |
| 2012-2013 | 2013年2月23日  | アスレティック・ビルバオ | 1-3    | レアル・ソシエダ         |

### コパ・デル・レイ
| シーズン  | ラウンド   | 日時          | ホーム                   | スコア | アウェー                 |
| --------- | ---------- | ------------- | ------------------------ | ------ | ------------------------ |
| 1922-1923 | 準決勝     | 1923年4月22日 | レアル・ソシエダ         | 0-0    | アスレティック・ビルバオ |
| 1922-1923 | 準決勝     | 1923年4月29日 | アスレティック・ビルバオ | 2-0    | レアル・ソシエダ         |
| 1930-1931 | 準々決勝   | 1930年4月20日 | アスレティック・ビルバオ | 4-1    | レアル・ソシエダ         |
| 1930-1931 | 準々決勝   | 1930年4月27日 | レアル・ソシエダ         | 1-1    | アスレティック・ビルバオ |
| 1960-1961 | ラウンド16 | 1960年4月21日 | アスレティック・ビルバオ | 3-1    | レアル・ソシエダ         |
| 1960-1961 | ラウンド16 | 1960年4月28日 | レアル・ソシエダ         | 2-1    | アスレティック・ビルバオ |
| 1971-1972 | 準々決勝   | 1972年6月     | アスレティック・ビルバオ | 1-1    | レアル・ソシエダ         |
| 1971-1972 | 準々決勝   | 1972年6月     | レアル・ソシエダ         | 0-2    | アスレティック・ビルバオ |
| 1974-1975 | 準々決勝   | 1975年6月8日  | アスレティック・ビルバオ | 1-3    | レアル・ソシエダ         |
| 1974-1975 | 準々決勝   | 1975年6月15日 | レアル・ソシエダ         | 1-3    | アスレティック・ビルバオ |
| 1981-1982 | 準々決勝   | 1982年2月8日  | レアル・ソシエダ         | 1-0    | アスレティック・ビルバオ |
| 1981-1982 | 準々決勝   | 1982年2月15日 | アスレティック・ビルバオ | 2-3    | レアル・ソシエダ         |
| 1983-1984 | ラウンド16 | 1984年1月25日 | アスレティック・ビルバオ | 0-0    | レアル・ソシエダ         |
| 1983-1984 | ラウンド16 | 1984年2月8日  | レアル・ソシエダ         | 1-1    | アスレティック・ビルバオ |
| 1984-1985 | 準々決勝   | 1985年4月17日 | アスレティック・ビルバオ | 2-0    | レアル・ソシエダ         |
| 1984-1985 | 準々決勝   | 1985年5月17日 | レアル・ソシエダ         | 2-1    | アスレティック・ビルバオ |
| 1986-1987 | 準々決勝   | 1987年6月3日  | レアル・ソシエダ         | 0-0    | アスレティック・ビルバオ |
| 1986-1987 | 準々決勝   | 1987年6月10日 | アスレティック・ビルバオ | 0-1    | レアル・ソシエダ         |